# Madonna di Castelfiorentino
La Madonna di Castelfiorentino è un dipinto a tempera e oro su tavola (69x51 cm) attribuito a Cimabue, databile al 1283-1284 circa e conservato nel Museo di Santa Verdiana a Castelfiorentino.

## Storia
Proveniente dalla collegiata dei Santi Lorenzo e Leonardo, non si può escludere che le dimensioni dell'opera fossero originariamente un po' più grandi. Restauri antichi, non sempre condotti in maniera propria, hanno indebolito la superficie pittorica, rendendone per anni difficile la lettura.
È stata nel tempo attribuita a vari pittori, in particolare a Duccio di Buoninsegna per le strette assonanze con la Madonna di Crevole, a Cimabue o a una collaborazione dei due. Dopo un restauro effettuato nel 1930-1931 da Giorgina Lucarini, è stata attribuita con più decisione a Cimabue dalla maggior parte dei critici, quale modello leggermente anteriore della Madonna di Duccio. Di questo avviso sono stati anche i due maggiori esperti di arte medievale toscana quali Miklos Boskovitz e Luciano Bellosi. Si è anche ipotizzato che alla realizzazione possa aver contribuito un giovane Giotto.

## Descrizione
Su fondo oro Maria, a mezza figura nella posa della Vergine Odigitria, indossa il mantello blu solcato dalla crisografie bizantine ravvivate dall'agemina, e il Martyrion rosso sotto di esso. La vergine tiene tra le braccia un Bambino che muove gambe e braccia e accarezza con una mano il volto della madre, secondo la tradizione bizantina della Glykophilousa, ma con un dinamismo ed un'espressione quasi scomposta che preludono la svolta naturalistica della pittura italiana negli anni a venire. Il vestitino del bambino, di un raro rosa-violetto, è caratterizzato da un panneggio con delicate lumeggiature, più voluminoso rispetto al manto blu di Maria. Inoltre gesù è avvolto da un velo trasparente di grande raffinatezza, forse un'anticipazione del perizoma del Crocifisso di Santa Croce.

## Stile
Il panneggio del manto di Maria appare schematico, così come le dita delle mani appaiono lunghe e affusolate, tratti entrambi legati alla vecchia tradizione bizantina. Le pieghe sopra la testa della Vergine sono curve e sembrano formare una sorta di cuffia, come nella Maestà del Louvre e in quella di Londra, anch'esso un retaggio bizantino che verrà superato già a partire dalla Maestà di Assisi del 1288 circa. La Vergine ha un volto contratto, mesto, grave, come al Louvre e a Londra e non ha la serenità e la distensione che invece troviamo nelle successive Maestà di Cimabue, da quella bolognese (1281-1285 circa) a quella di Santa Trinita (1290-1300 circa).
Rispetto alle opere di Cimabue successive è ancora presente una certa durezza nella resa dei tratti somatici che tarda a rendere i volti della madre e del bambino umanizzati. Il volto di Maria è molto largo e gli occhi sono distanti tra di loro. La pennellata è troppo rigida per delineare alcuni tratti, come la forcella tra il dorso del naso e la fronte e la fossetta tra la bocca e il naso. Anche il Bambino ha difetti analoghi. La durezza dei suoi occhi contribuisce a rendere la sua intera espressione in un certo senso “arrabbiata” e nel gesto di allungare la mano per toccare il volto della madre appare quasi sgarbato.
Tuttavia, Cimabue ha fatto qui alcuni progressi rispetto alla sua precedente Maestà del Louvre o a quella della National Gallery di Londra del 1280 circa. Ciò è evidente, ad esempio, negli spigoli più smussati della canna del naso o del labbro inferiore e da delicati trapassi coloristici, che contribuiscono a far apparire dolce lo sguardo di Maria rivolto allo spettatore, anticipando il momento felice delle Maestà, in primis la Maestà di Santa Trinita dello stesso Cimabue. L'opera è inoltre caratterizzata dal pittoricismo proprio di Cimabue, fatto di sottili filamenti a caratterizzare il carnato, evidente già nella precedente Maestà del Louvre del 1280.
Una datazione intorno al 1283-1284 sembra quindi la più appropriata.

### Intervento degli allievi
Nella figura del bambino la critica più recente ha visto l'intervento di un giovanissimo Giotto, che in quel periodo avrebbe avuto 16-17 anni circa. In particolare sono la vivacità sgambettante e l'espressione corrucciata del bambino, più che mai viva, nonché la volumetria e scioltezza del suo vestitino rosa-violetto, a far pensare all'intervento di Giotto. Lontana più che mai è ormai la rappresentazione di Gesù come un piccolo filosofo, tipica della maniera "greca" del XIII secolo.